# عبده عطيف
عبده إبراهيم عطيف، من مواليد 1984 في جازان في السعودية، لاعب كرة قدم سعودي دولي سابقاً، لعب أغلب مسيرته مع نادي الشباب السعودي ومثل المنتخب السعودي في عدة بطولات أبرزها كأس آسيا 2007 التي حقق فيها المنتخب السعودي المركز الثاني، انتقل في يناير عام 2012 إلى نادي الاتحاد السعودي ولعب معهم 6 أشهر قبل أن ينتقل في صيف عام 2012 إلى نادي النصر السعودي لعب معهم موسمين حقق مع النصر الدوري وكأس ولي العهد ثم عاد عبده في صيف عام 2014 إلى ناديه الأول نادي الشباب السعودي لعب معهم موسم حقق مع الشباب كأس السوبر السعودي لأول مرة في تاريخهم ثم أعلن اعتزاله بعد نهاية موسم 2014-2015 ثم عاد من الاعتزال موسم 2019- 2020 مع نادي الأنوار في الدرجة الثالثة.

## بطولاته

### الشباب
- الدوري السعودي
  - البطل (2): 2004، 2006
- كأس خادم الحرمين الشريفين :
  - البطل (2): 2008، 2009.
- كأس الاتحاد السعودي :
  - البطل (2): 2009، 2010.
- كأس السوبر السعودي :
  - البطل (1): 2014.

### النصر
- الدوري السعودي :
  - البطل (1): 2014.
- كأس ولي العهد السعودي :
  - البطل (1): 2014.
  - الوصيف (1): 2013.

### المنتخب السعودي
- كأس آسيا 2007
  - وصيف(1)

## الإصابة
تعرض اللاعب عبده عطيف إلى إصابة قطع في الرباط الصليبي في الركبة في 6/2009 أثناء مشاركته مع المنتخب السعودي أمام منتخب كوريا الجنوبية في تصفيات كأس العالم لكرة القدم 2010.
وبدأ اللاعب بالعودة بعد الإصابة التي أبعدته عن الملاعب لمدة ستة شهور وعاودته نفس الإصابة أثناء مشاركته مع فريقة الشباب امام النصر في 2/2011 ومنذ ذلك التاريخ فهو يلعب بصفته لاعب احتياطي.
وكان يعتبر اللاعب الأكثر جماهيرية في الشباب وأحد أفضل لاعبين خط الوسط في السعودية ومن أبرز صناع اللعب في نادي الشباب قبل إصابته.

## الاعتزال
بعد انتهاء موسم 2014-2015 أعلن عبده اعتزاله لكورة القدم بعدما عانى كثيراً من الإصابات التي لحقت به بالإضافة إلى عدم تقديمه المستوى المطلوب، وخروج نادي الشباب من جميع بطولات الموسم وكذلك خروجه من دوري المجموعات في دوري أبطال آسيا واستقالة الإدارة وفي مقدمتهم رئيس النادي الأمير خالد بن سعد لذا اختار عبده الاعتزال بعد تحقيق أمنيته بالعودة لفريقه الأول نادي الشباب.

## الحياة الشخصية
هو من عائلة رياضية فهو شقيق اللاعبين أحمد عطيف وعلي عطيف وصقر عطيف وعبد الله عطيف.

## روابط خارجية
- عبده عطيف على موقع إي إس بي إن إف سي (الإنجليزية)
- عبده عطيف على موقع قاعدة بيانات كرة القدم.إي يو (الإنجليزية)
- عبده عطيف على موقع ناشيونال فوتبول تيمز (الإنجليزية)